# قتل‌عام (فیلم ۱۹۶۴)
قتل‌عام ، دای ساتسوجین (به ژاپنی: 大殺陣 だいさつじん)، یک فیلم درام تاریخی ژاپنی به کارگردانی ای‌ایچی کودو است که در ۳ ژوئن ۱۹۶۴ اکران شد.
این فیلم یکی از آثاری است که به عنوان «یک درام تاریخی دربارهٔ درگیری گروهی» با حال و هوای واقع‌گرایانه توصیف شده است. سناریوی این فیلم توسط شوایچیرو ایکه‌میا نوشته شده است. کوتارو ساتومی بازیگر اصلی این فیلم است.
طرح داستان فیلم مبنی بر «مقاومت مردم عادی در برابر استبداد قدرت از طریق تروریسم» را می‌توان اقتباسی از یک درام تاریخی از اعتراض‌های آنپو (اعتراضات پیمان امنیتی ۱۹۶۰) دانست که تقریباً همزمان با ساخت فیلم رخ داده است، و صدای سکانس اوج درگیری که در آن فریاد ترور شنیده می‌شود، از فریادهای واقعی معترضان پیمان امنیتی استفاده می‌کند (می‌توان صدای «نه به پیمان امنیتی!» را شنید). سرکوب شدید توسط صاحبان قدرت و درگیری‌ها و نزاع‌های داخلی میان قاتلان، نمادی از اقدامات پلیس ضد شورش و دستگیری فعالان در آن زمان است - ناامیدی و خشم خام دهه ۱۹۶۰ در شخصیت‌های این درام تاریخی منعکس شده است.
این فیلم همچنین اولین فیلم در ژاپن است که با دوربین دستی فیلمبرداری شده است. دوربین‌های میچل آن زمان در مجموع نزدیک به ۵۰ کیلوگرم وزن داشتند و هنگام عکاسی دستی، نگاه کردن از طریق منظره‌یاب دوربین غیرممکن بود، بنابراین چندین نفر مجبور بودند دوربین را نگه دارند و با تمام قدرت به سمت سوژه هجوم ببرند. این منجر به فیلم واقعی و لرزان شد. این یک درام تاریخی دربارهٔ تروریسم جمعی است که سرشار از خشم و انزجار از پیمان امنیتی است که برخلاف نظر افکار عمومی به تصویب رسید، و طرح تاریک و پرخاشگری ویرانگر فیلم، آن را به اثری قدرتمند تبدیل کرده است که فضای ژاپن را در دهه ۱۹۶۰ به تصویر می‌کشد.

## داستان
آوریل ۱۶۷۸ (ششمین سال دوران انپو)، در زمان قدرت چهارمین شوگون، توکوگاوا ایه‌تسونا. تایگو، ساکای تاداکیو، نقشه کشید تا از برادر کوچکتر و مشاور توکوگاوا ایه‌تسونا، تسوناشیگه، به عنوان جانشین او حمایت کند و خودش کنترل کشور را به دست بگیرد. یاماگا سوکو، محقق نظامی، که نگران این موضوع بود، گروهی از شاگردانش را برای نقشه ترور ساکای سازماندهی کرد، اما نقشه آنها زمانی کشف شد که یکی از شاگردانش، کوساکا سنوسوکه، از مقامات شوگون‌سالاری، دچار توهم خودبزرگ‌بینی شد و رفتارهای غیرعادی از خود نشان داد. این گروه و مقامات بی‌گناه شوگون‌سالاری که گمان می‌رفت در این ماجرا دست داشته‌اند، یکی یکی به اتهام «خیانت و اخلال در حکومت شوگون» دستگیر و پس از شکنجه اعدام شدند. علاوه بر این، در نتیجه توطئه ساکای، حتی عضو جوان شورا، هوتا ماساتوشی، که به عنوان مغز متفکر شورش شناخته می‌شد، موقتاً زندانی شد. کوساکا زندانی شد، اما به دلیل بیماری روانی آزاد شد. او از هوجو اوجیناگا، بازرس ارشد ساکای، که زیردست ساکای بود، درخواست کرد که در توطئه‌ای برای ترور ساکای شرکت کند و سپس در جایی ناپدید شد.
ناکاجیما توکی از گروه سوگیو، پس از فرار از دست تعقیب‌کنندگانش، به محل اقامت دوست و شوینبان (قلم‌زن) خود، جینبو هیشیرو، می‌دود. هیشیرو که ناکاجیما را پنهان کرده بود، جزو شورشیان محسوب و دستگیر شد و همسرش، کایو، در مقابل چشمانش سر بریده شد. هیشیرو موفق به فرار می‌شود و به‌طور اتفاقی در عمارت یک پرچمدار به نام آساری ماتانوشین پذیرفته می‌شود.
وقتی هیشیرو برای بررسی امنیت کایو بیرون می‌رود، میا، خواهرزاده یاماگا سوکو، به سمت او می‌دود و به او می‌گوید که کایو مرده است. میا با ناامیدی سعی می‌کند هیشیرو را که از خشم لبریز شده و در شُرُف انتقام است، متوقف کند و به او می‌گوید: «کشتن یک مقام دون‌پایه چیزی را تغییر نمی‌دهد؛ تو باید شر بزرگ را شکست دهی.» او سپس نقشه ترور ساکای تاداکیو و احیای یک جوخه ترور توسط اعضای باقی‌مانده که موفق به فرار از تحقیقات شده‌اند را فاش می‌کند. میا، هیشیرو را به خانهٔ اجاره‌ای دوستش تومونوسوکه هوشینو می‌برد و از او می‌خواهد که آنها را پنهان کند. همان‌طور که هیشیرو با هوشینو صحبت می‌کند، او تصمیم می‌گیرد به باند سوگیو بپیوندد. هیشیرو از آساری دعوت می‌کند تا به او بپیوندد، اما آساری این دعوت را رد می‌کند و می‌گوید: «من از کشتن مردم خوشم نمی‌آید.»
وقتی گنجورو اوکابه، رهبر جوخه ترور، در آخرین لحظه نشانه‌هایی از خیانت به آنها نشان داد، هیشیرو اوکابه را کشت. اوکابه در آستانه مرگ توسط هوجو نجات می‌یابد، اما پس از افشای نقشه سوکو و دیگران، می‌میرد. در همین حال، کوساکا که راهب شده بود، به‌طور اتفاقی دوباره با میا ملاقات می‌کند و به زور به گروه آنها می‌پیوندد. شش قاتل هیشیرو، هوشینو، کوساکا، بسشو هایاتو، توکای یابی و سوکشیچی بی خانمان بودند.
یک شب، سوکو آدمکش‌هایش را دور هم جمع می‌کند و به آنها در مورد تغییر نقشه می‌گوید. «کسی که باید شکست دهیم ساکای است، اما به جای ترور ساکای که به شدت محافظت می‌شود، لرد تسوناشیگه را ترور خواهیم کرد. کشتن او مؤثرتر خواهد بود زیرا او کلید نقشه ساکای است و از آنجایی که ساکای فکر نمی‌کند کسی غیر از خودش هدف قرار گرفته باشد، می‌توانیم در هر فرصتی حمله کنیم. فردا، لرد تسوناشیگه و همراهانش را در مسیرشان به اوئنو و معبد کانئی-جی به سمت دروازه‌های منطقه تفریحی یوشیوارا (یک بن‌بست) می‌کشانیم، آنها را در آنجا زندانی می‌کنیم و به آنها حمله می‌کنیم.»
در روز حمله، قاتلان موفق می‌شوند تسوناشیگه و همراهانش را به یوشیوارا بکشانند، اما نقشه آنها زمانی شکست می‌خورد که توکای، که قرار بود دروازه اصلی را ببندد، می‌ترسد و فرار می‌کند. آنها از ابتدا تعدادشان کمتر بود و قاتلان، از جمله هیشیرو که به جای او برای بستن دروازه رفته بود، در برگشت قبل از اینکه بتوانند تسوناشیگه را بکشند، کشته شدند و همگی شکست خوردند.
ساکای و هوجو به یوشیوارا می‌شتابند و به ملاقات تسوناشیگه می‌روند که به سختی از مرگ جان سالم به در برده است. آساری که اتفاقاً از آنجا رد می‌شد، با دیدن قتل وحشیانه هیشیرو، سرشار از خشم شد. آساری با دیدن تسوناشیگه و دیگران که از روی آسودگی می‌خندند، بی‌اختیار با شمشیرش حمله می‌کند و تسوناشیگه و هوجو را می‌کشد، اما توسط ملازمان شوگون‌سالاری کشته می‌شود. در این میان، ساکای که بدون هیچ آسیبی جان سالم به در برده بود، با از دست دادن تسوناشیگه که قرار بود پشتیبان او باشد، بسیار اندوهگین است و همچنان فریاد می‌زند: «ارباب کوفو (=تسوناشیگه) نمرده است». سوگیو با احساسات متناقضی از دور همه اینها را تماشا می‌کرد.